# Franz Abele von und zu Lilienberg
Franz Abele von und zu Lilienberg (polno ime: Franz Seraphim Heinrich Ludwig Maria Freiherr Abele von und zu Lilienberg), avstrijski general, * 21. september 1818, † 11. marec 1880.

## Življenjepis
1. maja 1877 je bil upokojen s činom častnega generalmajorja.